# Tom Bombadil
Tom Bombadil (Iarwain ben-adar en sindarin, que significa 'el más viejo y el que no tiene padre') es un enigmático personaje literario creado por J. R. R. Tolkien en el poema «Las aventuras de Tom Bombadil», publicado en el poemario del mismo nombre, donde se le describe así:

El viejo Tom Bombadil era un alegre sujeto,
De chaqueta azul brillante y botas amarillas,
Llevaba en su alto sombrero una pluma de ala de cisne.
— Las aventuras de Tom Bombadil, J. R. R. Tolkien

Aparece posteriormente en el Libro I de El Señor de los Anillos, en donde asiste a Frodo, a Sam, a Merry y a Pippin en su periplo fuera de la Comarca. Aquí se nos da una descripción de su aspecto físico:

Tenía una chaqueta azul y larga barba castaña, los ojos eran azules y brillantes y la cara roja como una manzana madura, pero plegada en cientos de arrugas de risa.
— El Señor de los Anillos, J. R. R. Tolkien

## Historia

### Naturaleza
Si bien el origen y la naturaleza de Tom Bombadil continúan siendo un misterio, una cosa está clara: Tom Bombadil mantiene una relación especial y muy cercana con la naturaleza. En apariencia, Tom Bombadil no es más que un hombre más bien bajo de estatura que lleva un abrigo azul, unas grandes botas amarillas y un sombrero adornado con una pluma azul. Su cara rojiza está enmarcada por una larga barba marrón y ojos de color azul brillante. Tom vivía junto con su esposa, Baya de Oro, en una casa junto a la colina entre el Bosque Viejo y la Quebradas de los Túmulos. A esta zona, Tom la llamaba «mi país», y no solía cruzar sus fronteras, aunque sabemos que salió de ahí para visitar al Granjero Maggot en La Comarca y para ponerse al corriente con Cebadilla Mantecona en la posada «El Pony Pisador» de Bree.

### Antes de la Guerra del Anillo
El origen de Tom es incierto, pero según él mismo ya vivía en la Tierra Media antes de que Melkor llegara a ella y que Beleriand desapareciera bajo los mares. Esto significa que ya se encontraba en ella antes de la llegada de los Valar, de entre los cuales Melkor fue el primero en llegar a Arda.

El Antiguo, eso es lo que soy. Prestad atención, amigos míos: Tom estaba aquí antes que el río y los árboles. Tom recuerda la primera gota de lluvia y la primera bellota. Abrió senderos antes de que apareciese la Gente Grande, y vio llegar a la Gente Pequeña. Estaba aquí antes que los Reyes y los sepulcros y los Tumularios. Cuando los Elfos marcharon hacia el oeste, Tom ya estaba aquí, antes de que los mares se replegaran. Conoció la oscuridad bajo las estrellas antes de que apareciera el miedo, antes de que el Señor Oscuro viniera de Afuera.
— El Señor de los Anillos, J. R. R. Tolkien

No se sabe muy bien qué rol y qué importancia tuvo en las batallas de la Primera y Segunda Edad, pero fue testigo, o al menos contemporáneo, de éstas. También fue testigo de la destrucción de la mayoría de los bosques que antiguamente cubrían la mayoría de la Tierra Media. Tampoco se sabe muy bien el nivel de interacción con los pueblos de la Tierra Media, pero en algún momento se convirtió en un icono folclórico de los elfos, hombres y enanos.

### Durante la Guerra del Anillo
Como cada año al final del verano, Tom recogía lirios para su mujer, Baya de Oro, y fue en una de estas salidas en septiembre del año 3018 de la Tercera Edad cuando se encontró con Frodo y Sam y les ayudó a rescatar a Merry y Pippin del Viejo Hombre-Sauce. Tras conseguir con una canción que el Hombre Sauce soltara a los Hobbits, Tom los invita a su casa, donde pasan un par de noches. Normalmente, siempre cantaba o hablaba en forma de versos, lo que le hacía parecer un ser absurdo, pero dentro del Bosque Viejo su poder era absoluto y no había mal lo bastante poderoso para alcanzarlo. Uno de esos días, en su casa, Tom se puso el Anillo Único y, ante el asombro de todos, no se volvió invisible, devolviéndolo con una sonrisa a su portador.
Tom Bombadil les aconsejó antes de partir que debían dirigirse al Gran Camino del Este, pero los Hobbits acabaron perdidos al desorientarse en la niebla. Tras ser capturados por los Tumularios, Frodo cantó la canción que le enseñó Tom Bombadil y este acudió en su ayuda. Tras liberar a los Hobbits, Tom les proporcionó armas de los Tumularios y escogió para Baya de Oro un broche con una gran piedra azul.
Cuando los ponis de Merry desaparecieron de los establos de «El Póney Pisador», acabaron reuniéndose con Gordo Terronillo, el poni de Tom y se quedan al cuidado de Bombadil hasta que este los envió de vuelta con Cebadilla Mantecona. Muchos elfos de Rivendel, como Elrond o Erestor, u otros seres de la Tierra Media, como Gandalf, quisieron que Tom asistiese al Concilio de Elrond, pero no le invitaron debido a que supusieron que no se desplazaría más allá de sus fronteras.
Durante el Concilio de Elrond una opción sugerida fue entregarle el anillo a Tom, pero esta idea fue rechazada, ya que aunque el anillo no tenía poder sobre él, Tom podía no tener el suficiente poder para protegerlo de Sauron o para destruirlo, y en cualquier caso no parecía que fuera a ser un guardián muy atento. Tras la Guerra del Anillo, Gandalf fue a visitar a Tom Bombadil y disfrutó con él de largos paseos. Nadie sabe con certeza qué ocurrió en estos paseos y de qué charlaron.

## Origen
De origen desconocido, más viejo que la misma tierra, ama la naturaleza sobre todas las cosas y puede controlarla gracias a la poesía. Su naturaleza es motivo de discusión entre los seguidores de la serie de libros:
- Se plantea la posibilidad de que se trate de un valar, ya que Tolkien explica que los Valar responden a muchos nombres, y parece probable que el poder de uno de ellos fuera suficiente que el Anillo no tuviese influencia sobre él. Algunos creen que podría tratarse de Oromë, el Vala que se relaciona con la tierra y que disfruta dando paseos por la Tierra Media tal y como hace el propio Tom, otro punto a favor de esta teoría es la apariencia de la esposa de Tom Bombadil, Baya de Oro, que ostenta los atributos de Vána, la Vala esposa de Oromë.  Mientras que otros especulan que se trata de Aulë, el Vala hacedor de los enanos. El aspecto de Tom recuerda al de los enanos, y también como en el caso de Oromë, la apariencia de su esposa Baya de Oro, recuerda a Yavanna, esposa de Aulë y hermana de Vána la esposa de Oromë.   Parecería lógico que Aulë ayude en la causa contra dos Maiar que alguna vez estuvieron a su cargo, los cuales serían tanto Sauron como Saruman. Un contraargumento a esta teoría, empero, es que Bombadil asegura haber vivido en la Tierra Media antes que Melkor, lo cual contradice a los escritos de Tolkien que hablan de Melkor como el primer Ainur que descendió a Arda.[2]
- Se le considera, como un derivado de la anterior teoría, miembro de los Ainur, un Maiar, espíritus primigenios de menor poder que los Valar. Si bien ambas clases eran Ainur, los maiar eran de menor poder pero muy poderosos. Podrían estos estar relacionados con algún elemento y su número se desconoce.
- Otra teoría sostiene que Bombadil es algún tipo de espíritu o representación personificada de la misma Tierra Media. El hecho de que su figura permanezca comúnmente asociada a la tierra y que Baya de Oro tenga atributos ligados a los ríos y los bosques hace pensar en que ambos podrían ser los espíritus vivientes de estos entornos.[2] Esta teoría explicaría las características de Bombadil de ser más viejo que la montaña y el bosque (interpretándose esto como haber existido cuando Arda era tan solo una masa informe como se describe en la Ainulindalë) y no tener padre (al no ser la Tierra Media un «hijo» o vástago de Ilúvatar como los Ainur o los elfos, sino una creación material, hecha además no solo por Eru en solitario, sino por el conjunto de los Ainur), así como su conexión a la naturaleza, y también su inmunidad al poder del Anillo. Así mismo, esto armonizaría con la aseveración de Elrond de que ni siquiera Bombadil resistiría todo el poder de Sauron, ya que un tema recurrente en el imaginarium de Tolkien es la manifiesta capacidad del mal para violentar la tierra y su medio natural. Tolkien mismo llamó a Bombadil en una ocasión «el espíritu de los campos de Oxford y Berkshire»,[3] y siempre dio por sentada la presencia de espíritus en los campos y las piedras de la Tierra Media.[2]
- Una última teoría defiende la posibilidad de que Tom Bombadil represente al mismo J. R. R. Tolkien. La descripción de Bombadil de ser el más viejo reflejaría que Tolkien es más viejo que las tierras del mundo ficticio que él ideó, y su carácter campechano se correspondería con la imagen idealizada que Tolkien tenía de la vida en el ámbito rural, uno de los temas más usuales en sus escritos, que se refleja, por ejemplo, en la Comarca de los Hobbits. Tom Bombadil podría ser así una personificación de sus gustos o ideas personales, o un reflejo de sí mismo o de quien él deseaba ser.

Probablemente el personaje sea, tal y como llegó a sugerir el mismo Tolkien, un enigma intencional, inclasificable dentro del mundo imaginario de la Tierra Media. Por ello, queda claro que Tom es una presencia única en la Tierra Media.

## Concepción del personaje
Dentro de la familia de J. R. R. Tolkien, Tom Bombadil era originalmente un muñeco neerlandés perteneciente a la infancia de Tolkien. Tolkien escribió después un poema acerca de él llamado «Las aventuras de Tom Bombadil», publicado en la Revista Oxford en 1934, mucho antes de que comenzara a escribir El Señor de los Anillos. En la carta 19, del 16 de diciembre de 1937 Tolkien le dice al editor de El hobbit: «¿Piensa que Tom Bombadil, el espíritu de la campiña (en proceso de desvanecimiento) de Oxford y Berkshire, podría convertirse en el héroe de una historia? ¿O está, como lo sospecho, por entero atesorado en los versos que le adjunto? (“Las aventuras de Tom Bombadil”). Aun así, podría ampliar el retrato». Y claro que lo hizo.
Cuando Tolkien decidió introducir a Tom en la trilogía, necesitó ser cambiado un poco respecto a él o su poema, excepto por la pluma en su sombrero - cambió de una de pavo real a una de cisne, debido a que los pavos reales no vivían en la Tierra Media. En el tomo uno de la Historia del Señor de los Anillos, gracias a Christopher Tolkien, podemos leer como Tolkien lo fue configurando. En una carta escrita al original corrector de la Trilogía en 1954, Tolkien revela un poco acerca del papel literario de Tom o lo que podría ser su función. Al principio de la carta, escribe que «aún en una Edad mitológica debe haber algunos enigmas, como siempre los hay. Tom Bombadil es uno de ellos (intencionadamente)».
En un primer borrador Tom ni siquiera aparece, salva a los hobbits cantando de lejos. Luego los vuelve a salvar en los Túmulos y ahí los lleva a su casa. En anotaciones más tardías, la historia se parece más a la de ahora, pero la naturaleza de Tom no era segura, solo ideas. Incluso quería que el granjero Maggot fuese pariente de Tom, dice refiriéndose al granjero: «que no sea un hobbit, sino otra criatura; no un enano, sino alguien emparentado con Tom Bombadil». En este esquema incluso, los hobbits solo se quedaban una noche en la casa de Tom y se iban, o sea que Tom no tenía mucha importancia hasta ese momento. Luego, con el tiempo, las relecturas y las correcciones, le iría dando más importancia al personaje, convirtiéndolo cada vez en un ser más enigmático y neutral.

## Nombres
Gandalf denomina a Tom Bombadil el más viejo de la existencia; esto es reafirmado por su nombre en sindarin que es «Iarwain Ben-adar», que significa ‘el más viejo y sin padre’. Los enanos le llaman «Forn», que en escandinavo quiere decir ‘antiguo’ y ‘que pertenece al pasado’. Los hombres le llaman «Orald», en alemán se puede traducir como ‘muy antiguo’. Todos tienen en común que aparentemente significan ‘viejo’. Todo ello se puede simplificar en que seguramente Tom Bombadil es el ser más viejo de toda la Tierra Media y moraba allí antes que todos los demás seres. Sin embargo en un momento dado Gandalf se refiere a Bárbol como «el ser vivo más viejo de la Tierra Media». La aparente contradicción no es tal, ya que Tom Bombadil no es técnicamente «un ser vivo» sino un espíritu, aunque su naturaleza concreta no esté clara.[cita requerida]

## Adaptaciones
Tom Bombadil no aparece en ninguna de las tres películas dirigidas por Peter Jackson (alegó que no era necesario para la historia), como tampoco lo hacen ninguno de los hechos narrados en la novela sobre el Bosque Viejo en la primera película. Sin embargo, en la versión extendida en DVD de la segunda de las películas de la trilogía (El Señor de los Anillos: las dos torres), se incluyó una escena muy similar a la del Viejo Hombre-Sauce, pero trasladada a Fangorn y protagonizada por un ucorno. En esta escena el que «canta» para liberar a Merry y Pippin no es Tom Bombadil sino Bárbol, También aparece en la segunda temporada de la adaptación de El Señor de los Anillos: los Anillos de Poder (2024).
Sin embargo, sí aparece en el videojuego de El Señor de los Anillos: la Comunidad del Anillo, y en El Señor de los Anillos: la batalla por la Tierra Media II. La representación del personaje en los dos videojuegos es diferente: en La batalla por la Tierra Media II se le presenta como un alegre anciano de cabellera y barba largas y blancas, ataviado con la ropa que se describe en el libro, y con el poder de usar su voz como un arma, combatiendo a sus enemigos cantando y bailando; mientras tanto, en el primer videojuego mencionado, Bombadil es más fiel a la descripción de la novela, con pelo castaño. También aparece en el videojuego «Lord of the Rings Online» y se lo puede encontrar en su casa entre el bosque y la quebrada de los túmulos. También aparece en el videojuego «Lego El Señor de los Anillos», como personaje disponible para «comprar» y conserva su aspecto característico: chaqueta azul, botas amarillas, barba y cabello castaños y el sombrero. Aparece en los límites de Hobbiton y solo se puede comprar de día.